# L.D. 50
L.D. 50 est le premier album du groupe de metal américain Mudvayne, sorti le 29 août 2000 sous le label Sony BMG.
Il a été produit par Garth Richardson, et Shawn Crahan de Slipknot en est un des producteurs exécutifs.
L'album met en lumière le style très metal progressif et technique mêlé à du nu metal que le groupe pratiquait ses débuts.
L.D. signifie « lethal dose » (dose létale).
Monolith, le titre d'ouverture, fait référence à 2001, l'Odyssée de l'espace, tandis que Nothing to Gein s'inspire d'Ed Gein.

## Liste des titres
1. Monolith - 1:52
2. Dig - 2:43
3. Internal Primates Forever - 4:25
4. -1 - 3:58
5. Death Blooms - 4:52
6. Golden Ratio - 0:54
7. Cradle - 5:14
8. Nothing to Gein - 5:29
9. Mutatis Mutandis - 1:43
10. Everything and Nothing - 3:14
11. Severed - 6:33
12. Recombinant Resurgance - 2:00
13. Prod - 6:03
14. Pharmaecopia - 5:34
15. Under My Skin - 3:47
16. (K)Now F(orever) - 7:06
17. Lethal Dosage - 2:59